# Јелисије Калацановић
Јелисије Калацановић (Чајниче, 22. септембар 1875 — Београд, 6. јануар 1944) био је српски књижевник.

## Биографија
Српску православну школу завршио је у Чајничу. Радио је као благајник у Управи фондова у Београду (1905–1914). Са српском војском прешао је Албанију и као рањеник упућен на лијечење у Париз (1917–1918). Између два свјетска рата био је чиновник и шеф персонала Државне хипотекарске банке у Београду. Објављивао је пјесме, приче и хумореске у часописима: „Босанска вила“, „Штампа“, „Бранковоколо“, „Недељне илустрације“, те новинама: „Правда“, „Време“ и „Политика“. Писао је позоришне драме: Вјечити бол (1932), Прегажени (1935), И опет није пропао (1939), као и радио-комедије: Чикине седељке, Чубурски славуј, Врапци и мачори (1932), Београдска бела ноћ или Београд у песми (1935). Дјела је потписивао и као Ј. Ј. Калацан, Јелисијевски, Ј. Јеф. Калацановић. Носилац је Албанске споменице и Ордена Светог Саве.

## Важнија дјела
- Скице са Чубуре, Београд 1927;
- Јаче од човека, Београд 1928;
- Робови крви, Београд 1930;
- И ми смо се повлачили, Београд 1934;
- Месец дана с чобанима, Београд 1938.